# Žan Košir
Žan Košir (Kranj, 11 de abril de 1984) es un deportista esloveno que compite en snowboard, especialista en las pruebas de eslalon paralelo.
Participó en tres Juegos Olímpicos de Invierno, entre los años 2010 y 2018, obteniendo en total tres medallas, plata y bronce en Sochi 2014 y bronce en Pyeongchang 2018.
Ganó una medalla de plata en el Campeonato Mundial de Snowboard de 2015, en la prueba de eslalon gigante paralelo.

## Medallero internacional
| Juegos Olímpicos   | Juegos Olímpicos            | Juegos Olímpicos  | Juegos Olímpicos         |
| Año                | Lugar                       | Medalla           | Competición              |
| ------------------ | --------------------------- | ----------------- | ------------------------ |
| 2014               | Sochi (Rusia)               | Medalla de plata  | Eslalon paralelo         |
| 2014               | Sochi (Rusia)               | Medalla de bronce | Eslalon gigante paralelo |
| 2018               | Pyeongchang (Corea del Sur) | Medalla de bronce | Eslalon gigante paralelo |
| Campeonato Mundial |                             |                   |                          |
| Año                | Lugar                       | Medalla           | Competición              |
| 2015               | Kreischberg (Austria)       | Medalla de plata  | Eslalon gigante paralelo |